# 와카사 마사루
와카사 마사루(일본어: 若狭 勝, 1956년 12월 6일 - )는 일본의 변호사, 정치가이다. 전 중의원 의원(2기), 검사 출신으로, 전 도쿄 지검 특수부 부부장이었다. 일본 퍼스트 회(日本ファーストの会)의 대표

## 약력
- 도쿄도 가쓰시카구 출신. 소학교때 아다치구로 이사.
- 1975년 3월 : 도쿄도립 고호쿠(江北) 고교 졸업
- 1980년 3월 : 주오 대학 법학부 졸업
- 1980년 10월 : 사법시험 합격
- 1983년 4월 : 검사 임관(도쿄지검)[1]
- 1984년 4월 : 후쿠시마 지검
- 1988년 4월 : 요코하마 지검
- 1990년 4월 : 도쿄 법무국 (송무검사)
- 1993년 4월 : 도쿄지검 형사부, 특수부
- 1996년 4월 : 법무 통합 연구소 교관
- 1998년 4월 : 도쿄지검 특수부 부반장
- 2000년 4월 : 사법연수소 교관, 사법시험고사 위원
- 2003년 4월 : 도쿄지검 특수부 반장
- 2004년 4월 : 도쿄지검 형사부 부부장
- 2004년 10월 : 도쿄지검 특수부부부장
- 2005년 9월 : 요코하마지검 형사부장
- 2007년 7월 : 도쿄고등검찰청
- 2007년 10월 : 도쿄지검 공안부장
- 2009년 3월 31일 : 검사 퇴임
- 2009년 4월 1일 : 변호사 등록
- 2013년 7월 : 제23회 일본 참의원 의원 통상선거에 출마. 비례대표구에서 낙선.
- 2014년 12월 : 제47회 일본 중의원 의원 총선거에 출마. 비례구에서 첫당선.
- 2016년 10월 : 중의원 도쿄10구 보궐선거에 자민당 공인으로 출마하여, 2년만에 2번째 당선.
- 2017년 7月13日：정치단체 '일본 퍼스트 회'를 열어, 대표에 취임.
- 2017년 8月7日：정치학교 「기메이주쿠(輝照塾)」을 개설함.
- 2017년 10월 23일 : 제48회 일본 중의원 의원 총선거에 도쿄 10구 소선거구에 출마. 낙선.

## 내력

### 정치활동
2013년 제23회 참의원의원 통상선거에 자유민주당 비례대표구에 입후보했으나, 자민당의 압승 가운데, 비례 대표의 마지막 1석을 오타 후사에(太田房江)와 대결한 결과, 19위로 낙선했다.
2014년 제47회 일본 중의원 의원 총선거에서, 자민당 비례대표 도쿄 블럭에 단독으로 입후보하여(명부 제 27위), 첫당선.

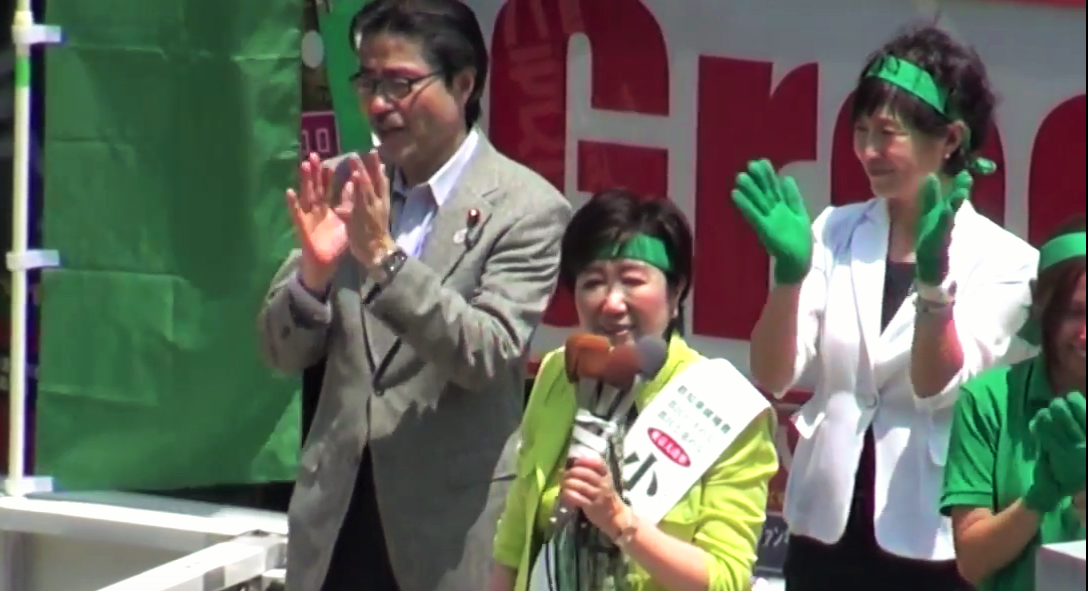
도쿄도지사 가두연설 중, 고이케 유리코와 함께

2016년 도쿄도지사 선거에서, 소속 자민당이 추천한 마스다 히로야가 아닌 고이케 유리코의 응원에 가세하여, 고이케의 가두연설에 처음부터 행동을 같이 했다.
2016년 9월 6일, 자민당 간사장인 니카이 도시히로와 회담, 고이케를 응원한 것에 대한 엄중주의처분을 받았다. 또한, 고이케의 도지사 전출로 인한 보궐선거가 실시된 도쿄 10구로의 출마 의지를 밝혀, 공모자선고를 거쳐 21일 자민당 공인 후보가 되었다. 10월 23일 투표 결과, 민진당 후보를 크게 앞질러 당선했다. 같은 달 26일 도쿄도 선거관리위원회로부터 당선 공지를 받아, 같은 날짜로 다시 중의원 의원이 되었다.
2017년 5월 31일, 도쿄도의회의원 선거에서 자민당이 아닌, 도민 퍼스트 회를 지원을 이유로, 당 본부에 탈당계를 제출. 자민당은 도의원 선거 후인 7월 3일 와카사의 탈당을 승인했다.
같은 해 9월 27일, 고이케 유리코 도쿄도지사를 대표로 하는 신당 '희망의 당' 설립 회견에서, 다른 14명의 국회의원과 더불어 창당 멤버로 참가. 10월 22일 제48회 일본 중의원 의원 총선거에 도쿄 10구로 출마하나, 자민당의 스즈키 하야토(鈴木隼人)에 패배. 비례대표 도쿄블럭에 중복 입후보했으나, 희망의 당이 획득한 3의석에 못미쳐 낙선(석패율 63.524%)。
같은해 10월 26일. BS후지에 출연한 방송에서 '정치활동은 일단 여기서 물러나겠다'라 밝히며 정계은퇴를 표명하였다. 은퇴의 이유로 자신의 연령(60세)를 들며, '건강해도 65세를 넘으면 젊은이나 여성에게 물려줘야 한다', '자신이 예외라고 말하기 어렵다', '희망의 당의 후방지원은 계속해서 수행하겠다'라고 밝혔다.

## 주장
- 선택적 부부 별성 제도 도입에 찬성하고 있다.[14][15]。「저출산 문제 대책으로써 결혼의 장벽을 없애자는 의미에서도, 또한 가정폭력의 싹을 뽑아내자는 의미에서도, 선택적 부부 별성 제도를 도입해야」라고 밝혔다.[14] 또한, 이 건은 유엔의 여성장벽철폐위원회로부터 도입 요구가 있으나, 일본이 이점에 귀기울이지 않는 것으로 받아들여지는 것은 '국제적인 감점 사항'이라고 밝혔다.[16]